# Ленинский район (Ленинградская область)
Ленинский район — административно-территориальная единица в составе Ленинградской области РСФСР с центром в дачном посёлке Всеволожском, существовавшая в 1927—1930 годах.
Ленинский район в составе Ленинградского округа Ленинградской области был образован в августе 1927 года из 1 поссовета и 22 сельсоветов Ленинградской волости Ленинградского уезда Ленинградской губернии.
Всего было образовано 22 с/с (Борский, Вагановский, Всеволожский, Выборгско-Дубровский, Жерновский, Ириновский, Каннистский, Куйвозовский, Манушкинский, Мягловский, Ново-Ковалевский, Ново-Сергиевский, Озерковский, Пробинский, Пороховской, Романовский, Румболовский, Старо-Деревенский, Чернореченский, Щегловский, Янинский, Яблоновский) 1 п/с (Дубровский).
В районе проживали 24 117 человек, в том числе в сельской местности — 17 216 чел., из них
- русские — 7333 чел.
- финны — 8991 чел.
- эстонцы — 242 чел.
- ижора — 39 чел.[1]

В ноябре 1928 года были упразднены Жерновский, Ириновский, Морьенский, Ново-Ковалевский, Ново-Сергиевский, Озерковский, Пробинский, Янинский с/с. Борский и Стародеревенский с/с были объединены в Колтушский с/с.
На 1930 год в составе района находились 14 сельсоветов: Вагановский, Всеволожский, Выборгско-Дубровский, Каннистский, Колтушский, Куйворовский, Манушкинский, Мягловский, Пороховский, Романовский, Румболовский, Чернореченский, Щегловский, Яблоновский и 1 поссовет — Дубровский.
19 августа 1930 года Ленинский район был упразднён, а его территория включена в Ленинградский Пригородный район.